# Seerose Potsdam
Die Seerose Potsdam ist ein Uferpavillon in Potsdam. Das achtfach geschwungene Dachtragwerk in Gestalt einer Blattrosette ist ein Hyparschalenbau und wurde von Bauingenieur Ulrich Müther entworfen. Das Gebäude wurde am 21. Dezember 2004 vom Brandenburgischen Landesdenkmalamt unter Denkmalschutz gestellt. Der Baustil der Seerose wird der organischen Architektur zugeordnet.

## Geschichte
Das frühere Café und heutige Restaurant Seerose wurde von 1982 bis 1983 in der Breiten Straße 24 am Ufer der Neustädter Havelbucht errichtet. Das Wohnungsbaukombinat Potsdam (WBK) platzierte den Uferpavillon bewusst in die Nachbarschaft des historischen und baulich „exotischen“ Dampfmaschinenhauses in Gestalt einer Moschee, das zur Bewässerung der Teichfontänen von Schloss Sanssouci durch Ludwig Persius von 1841–43 erbaut worden war. Zur weiteren Aufwertung der Wohngegend war auch die Installation einer 30 m hohen Wasserfontäne in der Havelbucht geplant, was jedoch eingestellt wurde, da sich damals in der Nähe der Einlauf einer Mischwasseranlage (ungeklärtes Schmutzwasser) befand.
Die Innenarchitektur der Seerose stammte vom Potsdamer Architekten Dieter Ahting. „Der Innenraum war ehemals ein im Rahmen der damaligen Möglichkeiten individuell gestalteter Gastraum, wie er in Potsdam nur an wenigen Stellen errichtet wurde.“ Der Potsdamer Kunstschmied Christian Roehl (1940–2013) entwarf viele bauliche Details für das Café. Dieser Innenausbau wurde zum großen Teil vom Eigentümer der Sandbar Catering GmbH um 2013 entfernt. Zum 30-jährigen Bestehen baute er das Restaurant innen um und sanierte es ohne Genehmigung des Denkmalamtes. Daraufhin folgte eine Reihe von Auseinandersetzungen zwischen beiden Parteien. Seit der Eröffnung 1983 befanden sich verschiedene Gaststätten, Restaurants und Bars in dem Gebäude, das zwischenzeitig auch leer stand (1994–96, 2006–08).
Im Juni 2006 bot der damalige Eigentümer TLG Immobilien AG das Gebäude zum Verkauf an, da man nicht bereit war, für den aufgelaufenen Sanierungsbedarf zu bezahlen. Bei einem Vortrag des Bundes Deutscher Baumeister (BDB) im Oktober 2006 mahnte daher der beteiligte Architekt Ahting vor einem Verfall der Seerose.

## Bauwerk
Das Dachwerk des Restaurants besteht aus acht doppelt gekrümmten, sechs Zentimeter dünnen Hyparschalen, „leicht und fließend wie Stoff lässt es die schwere Masse wirken.“ Müthers architektonisches Vorbild und Inspiration der Seerose war für ihn Félix Candelas Restaurant Los Manantiales [= die Quellen] in Xochimilco, Mexiko-Stadt (1958). Candelas Gebäude hat eine Spannweite von 32,47 m, Müthers Seerose erstreckt sich über einen Durchmesser von 23 m. Im Unterschied zu Candelas Bauwerk hat Müther in der Dachmitte einen Lichtschacht offengelassen. Der Innenraum ist zur Hälfte in einen Gaststättenbereich und einen Versorgungstrakt aufgeteilt entsprechend der HO-Gaststättenverordnung.
An den Tiefpunkten liegen die einzelnen Schalen auf acht Betonfundamenten auf. Unterhalb des Gebäudes halten sich die Schalen an diesen Sockeln durch Zuganker und Stahlzugbänder („Bündelspannglieder“) gegenseitig stabil. Die unteren Dachkehlen wurden mit Stahlrippen verstärkt, um das Gewicht der überkragenden Dachränder besser abzustützen. Die Innenwände haben keine stützende Funktion, da die Hyparschalen selbsttragend sind. Wegen des weichen Baugrundes in Ufernähe verdichtete man das Baufundament mit 104 Betonpfählen, die zwischen 16 und 18 m lang sind. Damit entfiel auch die Möglichkeit eines Kellergeschosses für musikalische Veranstaltungen.
Die Terrasse am Havelbuchtufer ist rund 200 m² groß. Eine hauseigene Bootsanlegestelle bietet Passagierschiffen die Möglichkeit zum Anlegen.

## Galerie

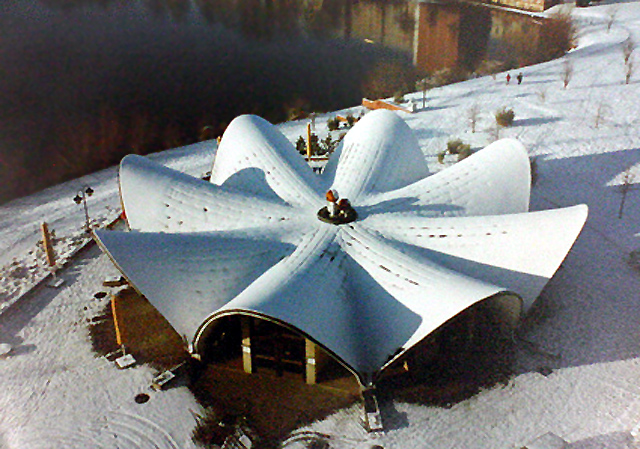
In der Dachmitte der Seerose ist eine Lichtöffnung.
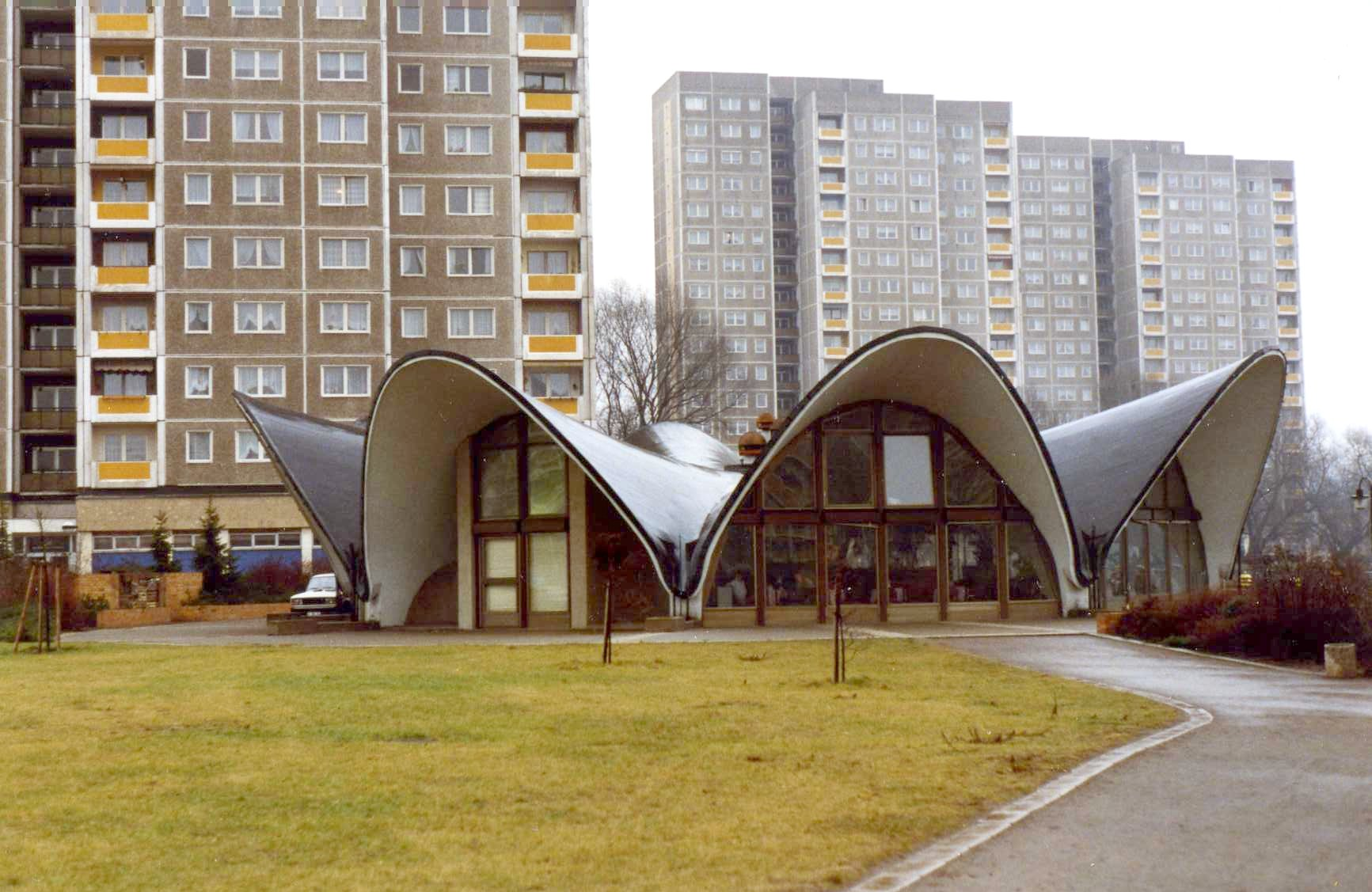
Die geschwungene Rosettenform der Seerose sollte einen Kontrast zu den umliegenden Hochhäusern bilden.
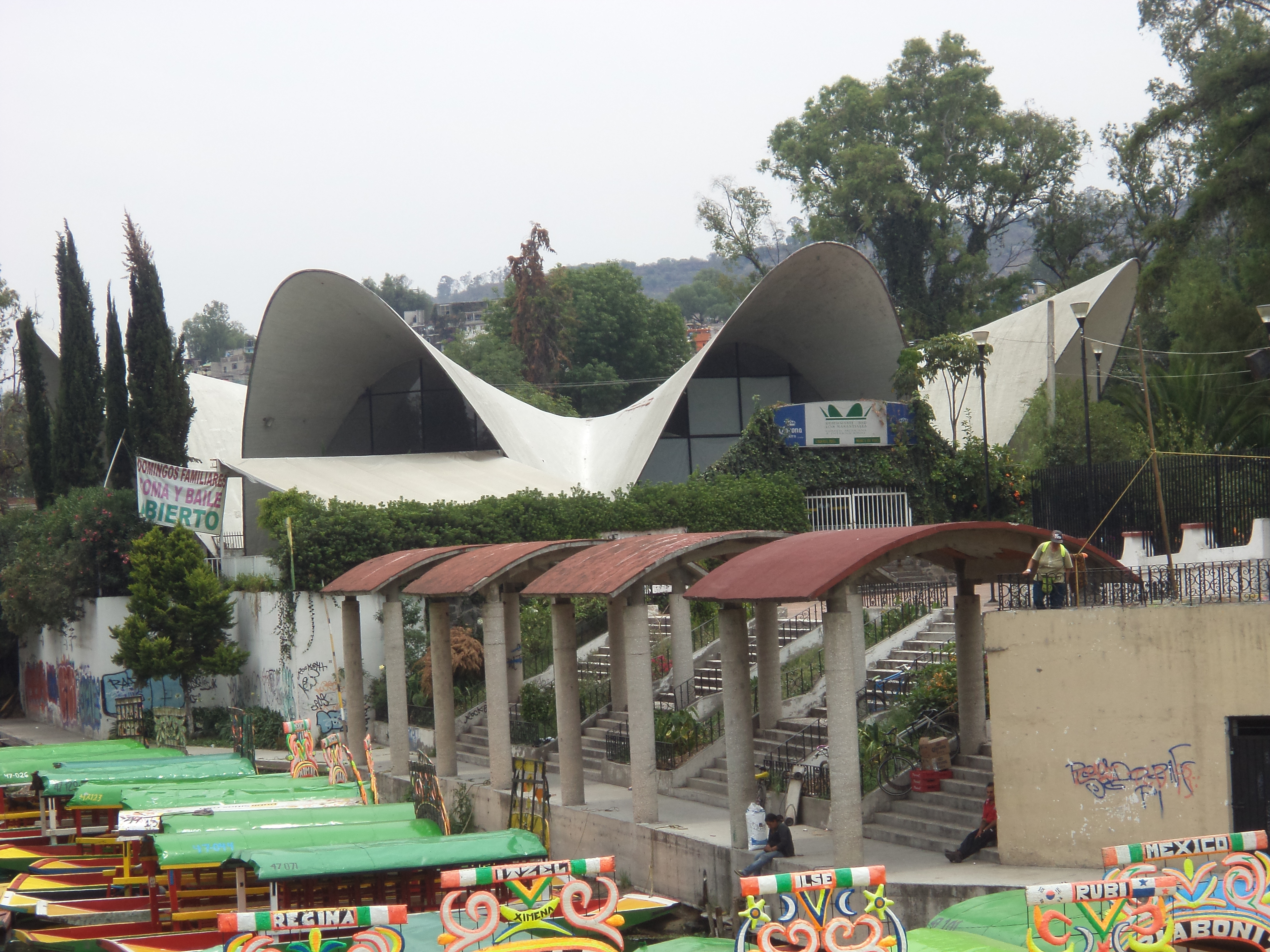
Los Manantiales in Mexiko-Stadt

## Würdigung
Im Oktober 2020 stellte der Potsdamer Bürgerverein „Freies Tor“ im Beisein von Dieter Ahting eine Info-Tafel neben der Seerose auf im Rahmen eines „historischen Parcours“ in Potsdam. Der Verein „Freies Tor“ möchte mit dem Parcours über die historisch bedeutsamen Baudenkmale seiner Stadt informieren und damit diese Bauwerke würdigen.

## Verschiedenes
Candelas Bauwerk inspirierte auch den westdeutschen Bauingenieur Jörg Schlaich zu einem Forschungsprojekt an der Universität Stuttgart. Auf der Bundesgartenschau 1977 in Stuttgart präsentierte er einen achtschaligen Ausstellungspavillon, dessen Dach aus dem damals neuen Baustoff Glasfaserbeton bestand. Die Dachdicke konnte er damit auf 10 bis 12 mm reduzieren und ebenso erheblich an Gewicht. Nach fünf Jahren waren „merkliche Kriechverformungen“ zu erkennen. Die Glasfasern waren noch nicht ausreichend alkalibeständig, sodass der Beton versprödete und der Gärtnerpavillon 1982 abgerissen werden musste.